# メシエカタログ

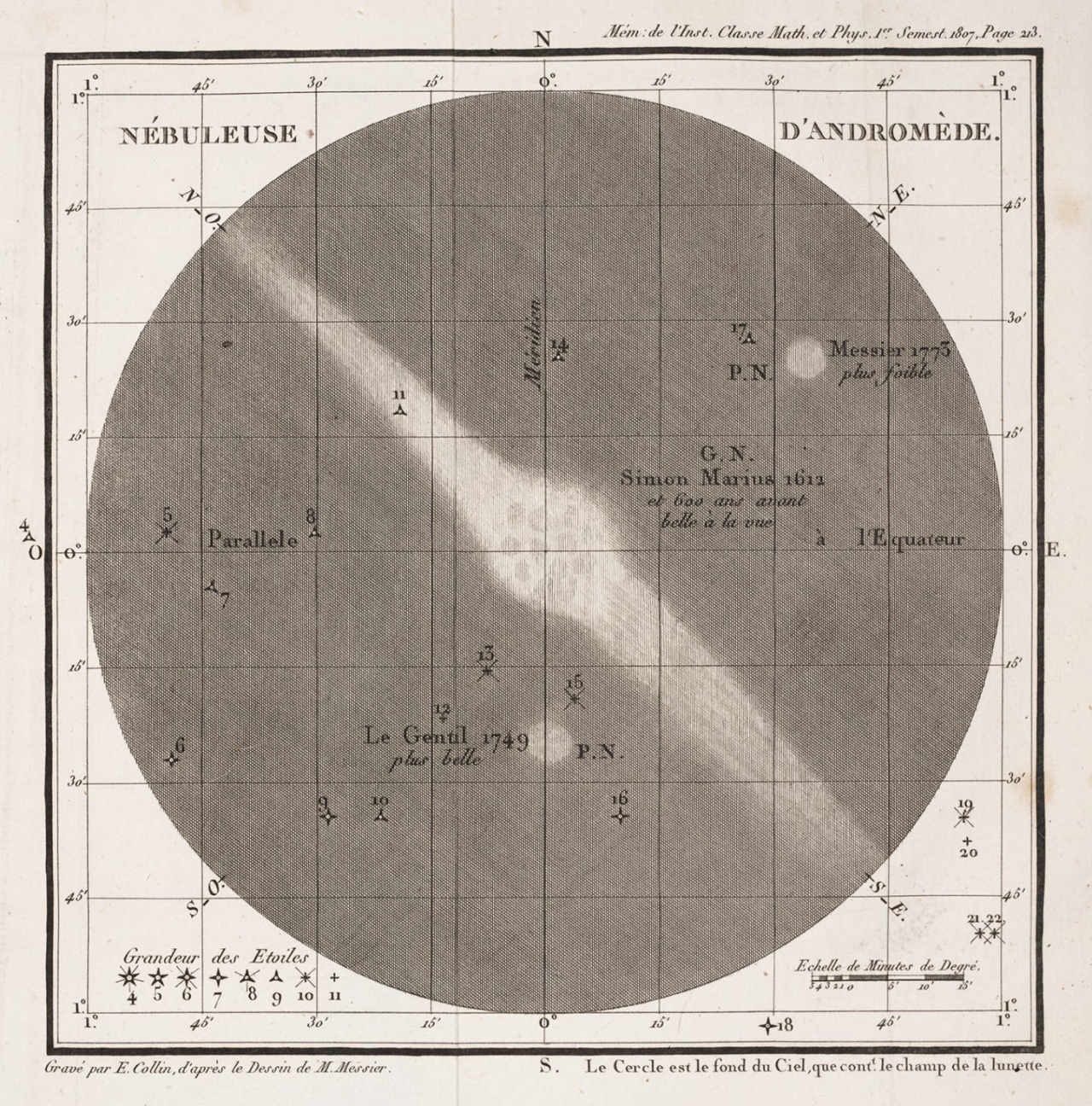
メシエによるM31/M32/M110のスケッチ

メシエカタログ（フランス語: Catalogue de Messier ）は、フランスの天文学者であるシャルル・メシエが作成した星雲・星団・銀河のカタログである。

## 概要
メシエが彗星を探索するのに際して、彗星と紛らわしい天体の一覧を作ったことが始まりである。「最初に作られたカタログ」と言われることもあるが、少なくともジョヴァンニ・バッティスタ・オディエルナの作った星雲星団のカタログはこれより古い。メシエは数多くの望遠鏡を所有しており、ドロンド製の口径9cmアクロマート屈折望遠鏡やショート製の口径15.2cmグレゴリー式反射望遠鏡などが使われ、口径19cmグレゴリー式反射望遠鏡を特に気に入って使っていた。
メシエカタログに収録された天体には、アマチュア用の小型望遠鏡でも楽しめる多くの天体が含まれている。
カタログに収められた天体はメシエ天体とも呼ばれ、メシエ（Messier）の頭文字 M を取って、M1、M2などと表記される。この表記法はメシエが定めたものではなく、ごく初期は「メシエカタログの1番」「メシエカタログの2番」などと呼ばれていたのが、後に略して表記されるようになった。

### 収録された天体
M1からM110までがあるが、メシエ本人がカタログに記載したものはM103までである。
カタログは1774年から1784年にかけて3回刊行された。
- 1774年: "Mémoires de l'Academie"に発表。M45（プレアデス星団）まで[7]。
- 1781年: "Connoissance des Temps"に発表。M68まで。後にM69とM70が増補[7]。
- 1784年: "Connoissance des Temps"に発表。M103まで[7]。

M104（ソンブレロ銀河）以降のメシエ天体は、生前にメシエが記録に遺していながらカタログに収められていなかった天体を後世の天文学者がリストに加えたものである。
- M104 - 1921年にカミーユ・フラマリオンが追加した[8]。
- M105、M106、M107 - 1947年にヘレン・ソーヤー・ホッグが追加した[8]。
- M108、M109 - 1953年にオーウェン・ギンガリッチ（英語版）が追加した[8]。
- M110 - 1966年にケネス・グリン・ジョーンズが追加した[8]。

### 見つからない天体
20世紀に入るまで、メシエがカタログに記載した位置にそれらしい天体がないとされていたものがある。これらは後にメシエのスケッチ図などから本来の天体が同定されたが、未だ定説のないものもある。
- M40 - 1966年にジョン・マラスによって二重星ウィネッケ4 (WNC4) と同定された[9][10]。
- M47 - 1959年にカナダのT・F・モリスによって赤経の誤記であるとして同定された[9]。
- M48 - 1959年にカナダのT・F・モリスによって星図のグリッドが間違っていたとして、NGC 2548と同定された[9][11]。
- M91 - 1969年にアマチュア天文家ウィリアム・ウィリアムズによりNGC 4548と同定され、一般に受け入れられている[9][12]。
- M102 - NGC 5866が候補とされる[13]が、M101と重複したという説もあり、結論に至っていない[9]。